# Joan Miró
Joan Miró i Ferrà (tiếng Catalunya: [ʒuˈam miˈɾo]; 20 tháng 4 năm 1893 - 25 tháng 12 năm 1983) là một họa sĩ, nhà điêu khác, nghệ nhân gốm xứ, người dân xứ Catalan thuộc Tây Ban Nha, sinh ra ở Barcelona. Bảo tàng Fundació Joan Miró dành riêng cho công việc của ông và được thành lập tại thành phố quê hương ông vào năm 1975.